# François-Joseph Bélanger
François-Joseph Bélanger (* 12. April 1744 in Paris; † 1. Mai 1818 ebenda) war ein französischer Architekt und Gartengestalter. 

## Leben
Nach einem Studium an der Académie Royale d’Architecture begann Bélanger seine Karriere 1767 am Hof Ludwig XVI. als Mitarbeiter und später Leiter der Menus Plaisirs du Roi, einer Organisation, die für die Ausrichtung und Dekoration der Veranstaltungen und Feste des Hofes verantwortlich war. 1777 wurde er zum ersten Architekten des Grafen von Artois, des Bruders des Königs, der von 1824 bis 1830 als Karl X. später König von Frankreich war. Für diesen errichtete er 1777 gemeinsam mit Thomas Blaikie im Bois de Boulogne in nur 64 Tagen den Parc de Bagatelle und das darin befindliche vollständig ausgestattete und möblierte Schloss Bagatelle mitsamt Wirtschaftsgebäuden, Gärten, Grotten, Wasserläufen und Blumenbeeten. Er arbeitete auch am Dekor des Schlosses Maisons-Laffitte.
Für den Bankier Jean-Joseph de Laborde arbeitete er als Gartenarchitekt am Park des Schlosses Méréville, wurde aber nach kurzer Zeit 1786 seines Postens als Chefarchitekt für diese Arbeiten enthoben. Insbesondere finanzielle Gründe wurden angeführt: Bélanger soll die Angewohnheit gehabt haben, die Ausgaben ohne Rechnungen zu tätigen, was für den in Buchhaltung ausgebildeten Bankier nicht akzeptabel war. Obwohl Bélanger durch Hubert Robert abgelöst wurde, stellte er noch den Bau des Rundtempels der Piété filiale fertig.
Während der Französischen Revolution war er im Gefängnis Saint-Lazare inhaftiert.

## Werke

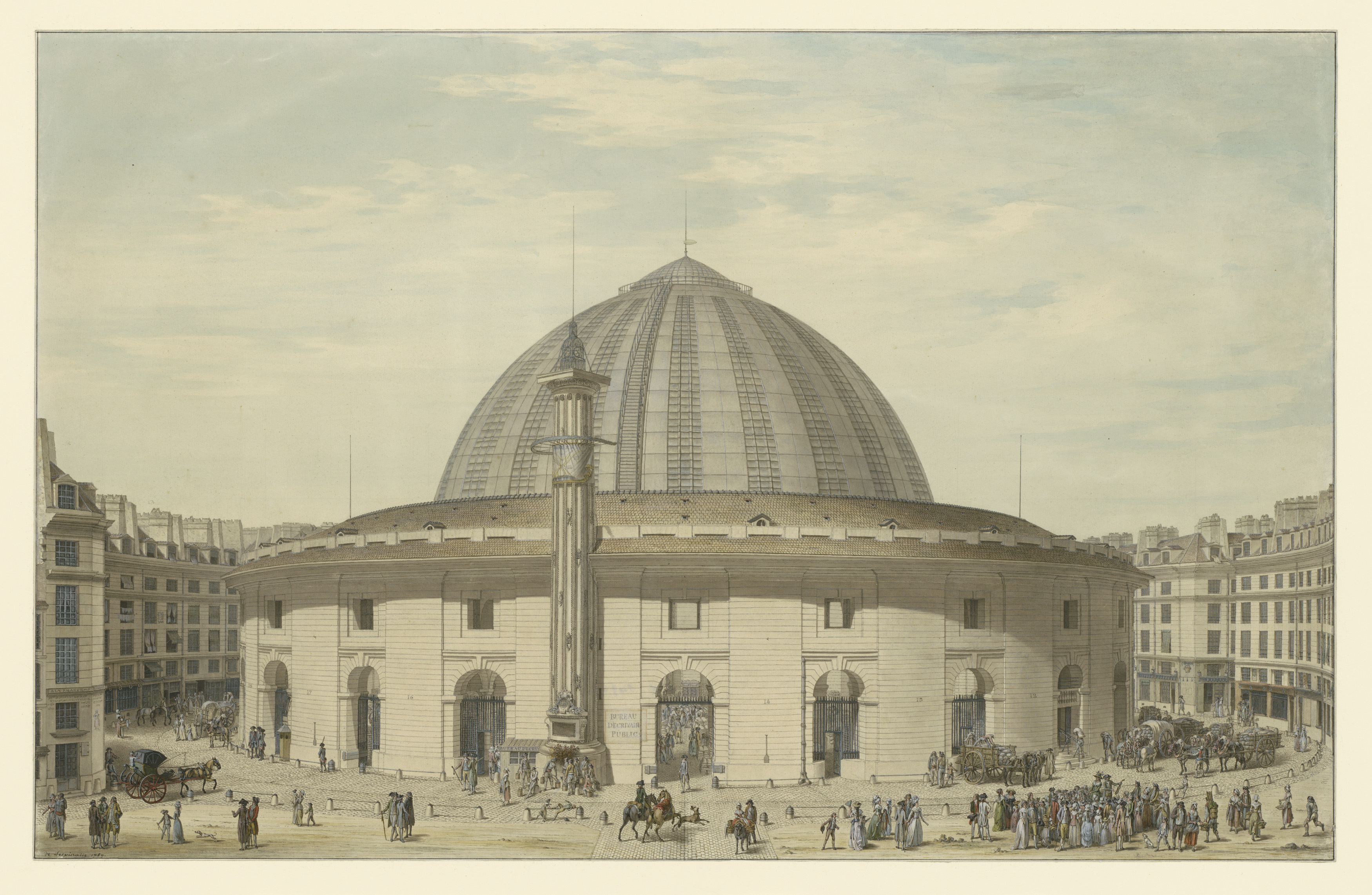
Die Pariser Getreidehalle nach den Arbeiten von Bélanger und Brunet

Im Jahr 1811 rekonstruierte er die Kuppel der Pariser Getreidehalle (Halle au blé), der heutigen Bourse de commerce (Handelsbörse). Die 1783 durch den Schreiner André-Jacob Roubo errichtete freitragende hölzerne Kuppel über dem Innenhof des Gebäudes war 1802 abgebrannt. Bélanger und der Ingenieur François Brunet schufen eine neue 40 Meter weit spannende Kuppel mit einem filigranen Netz aus gusseisernen Rippen und kreisförmigen Pfetten. Die Kuppel zählt zu den Pionierleistungen der Epoche von 1790 bis 1870.
1813 bewarb er sich um die Nachfolge von Alexandre-Théodore Brongniart für die Arbeiten am Palais Brongniart, bekam den Auftrag aber nicht.
François-Joseph Bélanger entwarf zahlreiche Residenzen für die Aristokratie und Pariser Finanzwelt, zeichnete auch verantwortlich für die Innenausstattung des Hôtel Baudart de Saint-James am 12 Place Vendôme und übte einen großen Einfluss auf die Konzeption der Gärten seiner Epoche aus. Außerdem entwarf er einige Möbel, wie die luxuriöse Konsole in blauem Marmor, beauftragt von Louise-Jeanne de Durfort, Herzogin von Mazarin, die man in der Frick Collection in New York bewundern kann.
Seit etwa 1780 wurde in Bélangers Atelier Joseph Ramée ausgebildet, ein später international tätiger Architekt und Landschaftsgestalter, der besonders im Hamburger Raum bemerkenswerte Gebäude und Anlagen geschaffen hat.